# استکلوف (دهانه)
استکلوف یک دهانه برخوردی در ماه‌ است.